# Colegiul Național „Gheorghe Lazăr” din București
Colegiul Național „Gheorghe Lazăr” (în trecut Liceul Gheorghe Lazăr) este un liceu de prestigiu  din centrul Bucureștiului. Localizat în colțul sudic al parcului Cișmigiu, colț cu Bulevardul Regina Elisabeta, liceul poartă numele profesorului Gheorghe Lazăr, care a întemeiat predarea în limba română la Colegiul Sfântul Sava. 
Înființat în 1860, Colegiul Național „Gheorghe Lazăr” este al doilea liceu, ca vechime, din București.
"Monitorul Oficial nr.10, 14 ianuarie 1860, Eforia Instrucțiunii publice face să apără următorul anunț: "Se dă în cunoștință publicului că luni, în 18 Ianuarie, la ora 10 dimineața se va celebra deschiderea noului gimnaziu, al lui Lazăr, în casele D-lui Gh. Macescu de la Jignita, Coloarea Roșie, No.35. Director, I. MAIORESCU" 
Liceul a devenit foarte cunoscut și prin romanul Cișmigiu et Comp., scris de Grigore Băjenaru.
În prezent, liceul se numără printre cele mai bune din țară. Conform rezultatelor la examenul de Bacalaureat din 2025, acesta se clasează pe locul 1 la nivel național, cu o medie de 9,55 și o promovabilitate de 99,6%.

## Profesori
- Lolliot Henry
- Ioan Clinciu
- Alexandru Mitru

## Absolvenți notabili
- Ion Andreescu
- Alexandru Athanasiu
- Ion Barbu
- Grigore Băjenaru
- Emilian Bratu
- George Călinescu
- Anda Călugăreanu
- George Ciprian
- Liviu Ciulei
- Dinu Cocea
- Mihai Constantinescu
- Mitiță Constantinescu
- Ion Coteanu
- Nicolae Dașcovici
- Andrei Filotti
- Eugen Filotti
- Alexandru Ghika
- Micaela Ghițescu
- Constantin Giurescu
- Aimée Iacobescu
- Marcel Iancu
- D. R. Ioanițescu
- Scarlat Lambrino
- Cezar Lăzărescu
- Aurel Lecca
- Gabriel Liiceanu
- Dinu Lipatti
- Mircea Malița
- Florian Pittiș
- Emil Prager
- Alfred Rusescu
- Matei Socor
- Constantin Speteanu
- Valeriu Stoica
- Constantin Tănase
- Urmuz
- Tudor Vianu
- Mircea Vintilă
- Vasile Voiculescu
- Alfred Rusescu
- Marin Rădulescu
- Alfred Alessandrescu
- Aurel Persu
- Ion Manolescu-Strunga
- Marin Drăcea
- Alexandru Ottulescu
- Cristofi Cerchez
- Cincinat Pavelescu
- Stavri Ghiolu
- Gabriel Sudan
- Mircea Ștefănescu (scriitor)